# Василенко, Александр Васильевич
Алекса́ндр Васи́льевич Василе́нко (укр. Олександр Васильович Василенко; 21 августа 1914 год, село Зарог, Оржицкая волость, Лубенский уезд, Полтавская губерния — 8 апреля 1975 год, село Зарог, Оржицкий район, Полтавская область) — колхозник, бригадир тракторной бригады колхоза имени Ленина Оржицкого района Полтавской области, Украинская ССР. Герой Социалистического Труда (1966).

## Биография
Родился 21 августа 1914 года в крестьянской семье в селе Зарог Полтавской губернии. Окончил четыре класса начальной школы в родном селе (1926). Трудовую деятельность начал в 15-летнем возрасте грузчиком на шахте «Штеровская» Луганской области. В 30-е годы возвратился в родное село, где стал работать трактористом и комбайнёром на Оржицкой МТС.
После освобождения Полтавской области от немецких оккупантов был назначен в 1943 году бригадиром тракторной бригады колхоза имени Ленина Оржицкого района. Трудился бригадиром до выхода на пенсию. В 1966 году был удостоен звания Героя Социалистического Труда «за успехи, достигнутые в увеличении производства пшеницы, ржи, гречихи и кукурузы и других зерновых и кормовых культур».
В 1975 году вышел на пенсию. Проживал в селе Зарог, где скончался в 1975 году.

## Награды
- Герой Социалистического Труда — указом Президиума Верховного Совета СССР от 22 июля 1966 года
- Орден Ленина
- Орден «Знак Почёта» (1958)